# 2月22日
2月22日（にがつにじゅうににち）は、グレゴリオ暦で年始から53日目にあたり、年末まであと312日（閏年では313日）ある。

## できごと

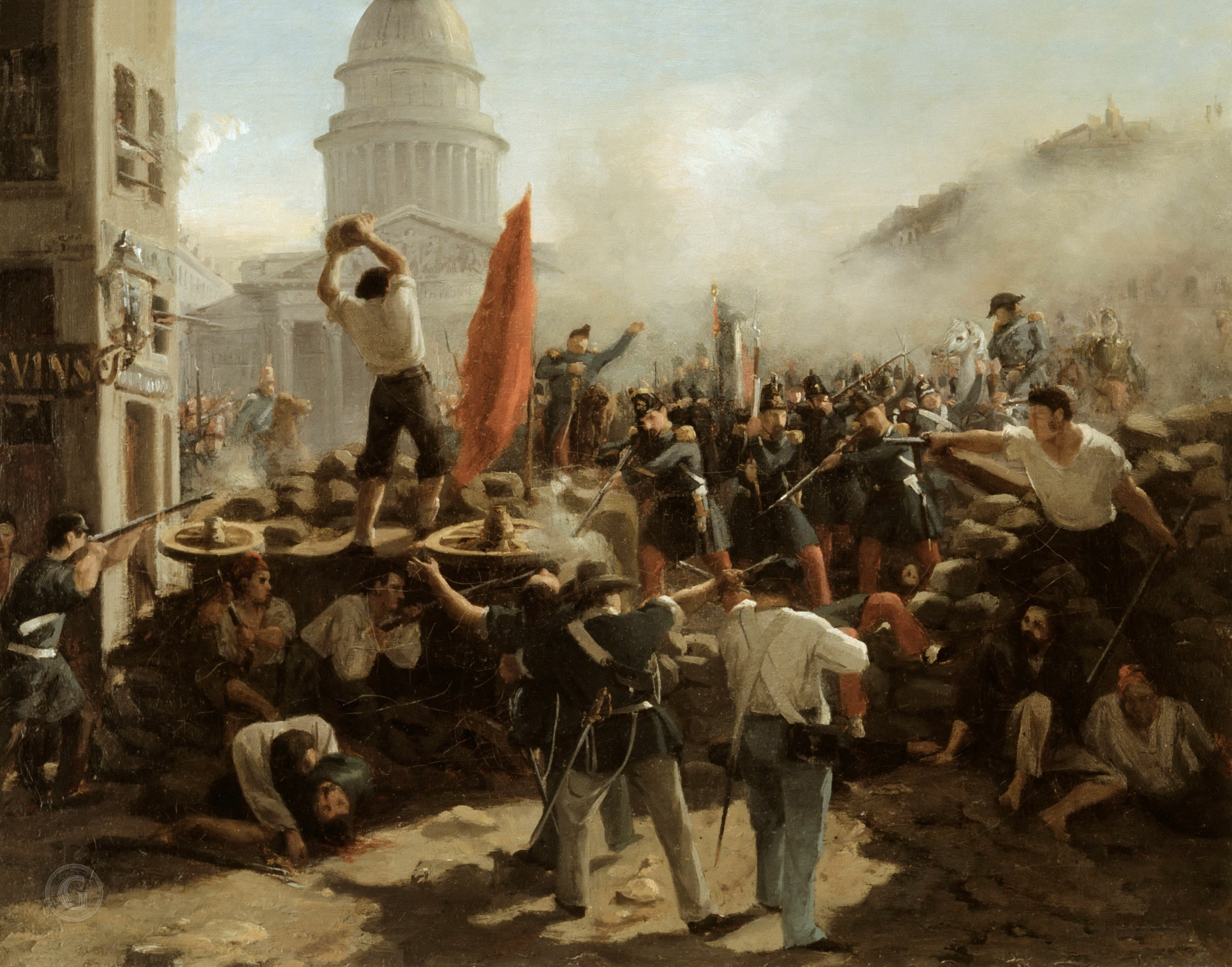
フランス二月革命はじまる。（1848年）

- 1371年 - ロバート2世がスコットランド王に即位。ステュアート朝が始まる。
- 1467年（応仁元年1月18日） - 上御霊神社周辺で御霊合戦が起こり、応仁の乱が始まる。
- 1632年 - ガリレオ・ガリレイの『天文対話』が発刊。
- 1689年（ユリウス暦2月13日） - 名誉革命: イングランド議会の招請を受けたオランダ総督ウィレム3世とメアリー夫妻が権利の章典を承認。
- 1744年 - オーストリア継承戦争トゥーロンの海戦: 翌29日にかけて、南仏トゥーロン沖の地中海で、スペイン護送船団が英国地中海艦隊を退けた。
- 1819年 - アダムズ＝オニス条約締結。アメリカがスペインに補償金500万ドルを支払いフロリダの領土権を獲得。
- 1847年 - 米墨戦争: ブエナ・ビスタの戦いが始まる。2月23日まで。
- 1848年 - 選挙改革宴会が政府の禁令を無視して強行、労働者・学生らのデモに発展。フランス二月革命の始まり[1]。
- 1853年 - セントルイス・ワシントン大学創立。
- 1856年 - アメリカ共和党の第1回全国大会開催。
- 1875年 - 板垣退助が大阪で政治団体・愛国社を結成。
- 1880年 - 横浜地震。日本における地震研究者の学会、日本地震学会が結成されるきっかけとなる[2]。
- 1886年 - イギリスの『ザ・タイムズ』紙に初めて「尋ね人欄」が登場。（尋ね人欄の最初）
- 1905年 - 竹島が島根県に編入される。
- 1907年 - 前年結成の日本社会党に対し結社禁止命令。
- 1912年 - 未成年者飲酒取締法公布。
- 1915年 - 第一次世界大戦: ドイツ海軍が無制限潜水艦作戦を開始。
- 1918年 - 本多光太郎らが強力な永久磁石鋼「KS鋼」の特許を取得。
- 1932年 - 爆弾三勇士: 第一次上海事変で中国軍の鉄条網突破のために3人の工兵が自爆。
- 1932年 - 生田乃木次が日本軍初の空戦による敵機撃墜。
- 1942年 - 第二次世界大戦: フランクリン・ルーズベルト米大統領がダグラス・マッカーサーにフィリピンからの撤退を命ずる。
- 1943年 - アメリカ海軍の戦艦「アイオワ」が就役。
- 1943年 - 反ナチス・ドイツ運動「白いバラ」のメンバーに対する裁判で、反逆罪により死刑判決、即日処刑。
- 1945年 - 第二次世界大戦: ウルグアイが日本に宣戦布告。
- 1951年 - 築地八宝亭一家殺人事件: 東京都中央区築地の中華料理店「八宝亭」の一家4人が撲殺される。
- 1953年 - 静岡県石廊崎沖合で大洋漁業所属の第11東丸が沈没。乗組員46人全員死亡[3]。
- 1958年 - エジプトとシリアが国民投票を経た後、連合協定に調印。アラブ連合共和国が成立。4年後シリアが脱退[4]。
- 1959年 - NASCARのレース第1回デイトナ500が開催される
- 1965年 - 北海道夕張市の北炭夕張炭鉱第一砿でガス爆発が起こり、62人が死亡[5]。
- 1967年 - インドネシアのスハルト閣僚会議議長が、スカルノ大統領の全権限委譲を発表。
- 1971年 - 三里塚闘争: 成田空港建設予定地で第1回行政代執行開始。反対同盟と機動隊が衝突。
- 1979年 - セントルシアがイギリスから独立。
- 1980年 - レークプラシッドオリンピックのアイスホッケーで、アメリカがソ連を4-3で破る。（氷上の奇跡）
- 1986年 - フィリピンでエドゥサ革命が始まる。
- 1989年 - 佐賀県の吉野ヶ里遺跡で弥生時代後期の国内最大規模の環濠集落を発見。
- 1989年 - 文部省宇宙科学研究所がオーロラ観測衛星「あけぼの」を打上げ。
- 1993年 - 中学校での業者模擬テスト実施の禁止を文部省が通達。
- 1995年 - ロッキード事件: 田中角栄の秘書官・榎本敏夫に対し最高裁判所で有罪判決が確定。判決の中で田中角栄の5億円収受を認定する。
- 1996年 - ジャック・シラク仏大統領が地上発射核ミサイル基地閉鎖・戦術核ミサイル廃棄を発表。
- 1997年 - スコットランドのロスリン研究所が、世界初の哺乳類の体細胞クローンである雌羊「ドリー」の誕生を発表。
- 1998年 - 長野オリンピックが閉幕。
- 1999年 - NTTドコモがiモードのサービスを開始。初号機は富士通製のmovaF501i。
- 2000年 - 東京証券取引所でヤフージャパンが1億6790万円の最高値を記録。
- 2001年 - コロンビア邦人副社長誘拐事件。矢崎総業の現地合弁会社副社長が誘拐され、約2年9ヵ月後に遺体で発見。
- 2002年 - マイクロソフトが家庭用ゲーム機「Xbox」を日本で発売。
- 2002年 - JR九州鹿児島本線海老津駅 - 教育大前駅間で列車衝突事故。
- 2006年 - イギリス・ケント州トンブリッジでイングランド銀行の警備会社の金庫から5300万ポンドの現金を強奪する事件が発生。英国犯罪史上最大の現金強盗事件。
- 2006年 - 宇宙航空研究開発機構が赤外線天文衛星「あかり」を打上げ。
- 2009年 - 『おくりびと』（滝田洋二郎監督）がアカデミー外国語映画賞を[6]、「つみきのいえ」（加藤久仁生監督）がアカデミー短編アニメ賞を受賞する[7]。
- 2011年 - ニュージーランドでカンタベリー地震が発生[8]。
- 2014年 - PlayStation 4が日本で発売される。
- 2019年 - 小惑星探査機はやぶさ2が小惑星リュウグウへの着地に成功[9]。
- 2019年 - 在スペイン北朝鮮大使館襲撃事件が発生[10]。後に自由朝鮮が犯行を認める。
- 2022年 - ロシア連邦下院は、ドネツク人民共和国およびルガンスク人民共和国との友好、協力、相互支援の条約を承認。
- 2022年 - アムステルダムのアップルストアで人質立てこもり事件が発生(アップルストア立てこもり事件を参照)。
- 2023年 - 警視庁は、2023年1月19日、東京都狛江市で起きた強盗殺人事件に関与したとし、実行犯と見られる男４人を強盗殺人容疑などで逮捕した[11]。
- 2023年 - アルシャー左旗炭鉱崩落事故：中国内モンゴル自治区アルシャー左旗の新井石炭業露天掘り炭鉱で大規模な崩落事故が発生。
- 2024年 - アメリカの宇宙企業が打ち上げた無人の月着陸船が、民間企業世界初の月面着陸に成功した[12]。
- 2024年 - 日経平均株価の最高値を34年2か月ぶりに更新[13]。

## 誕生日

### 人物

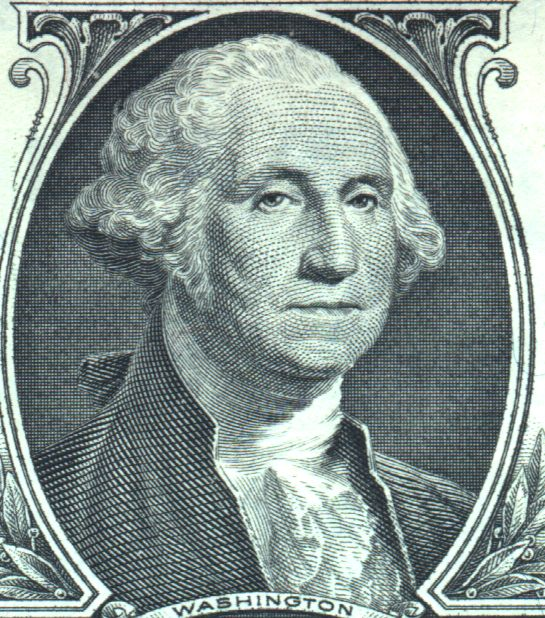
初代アメリカ合衆国大統領ジョージ・ワシントン(1732-1799)誕生。画像は1ドル札

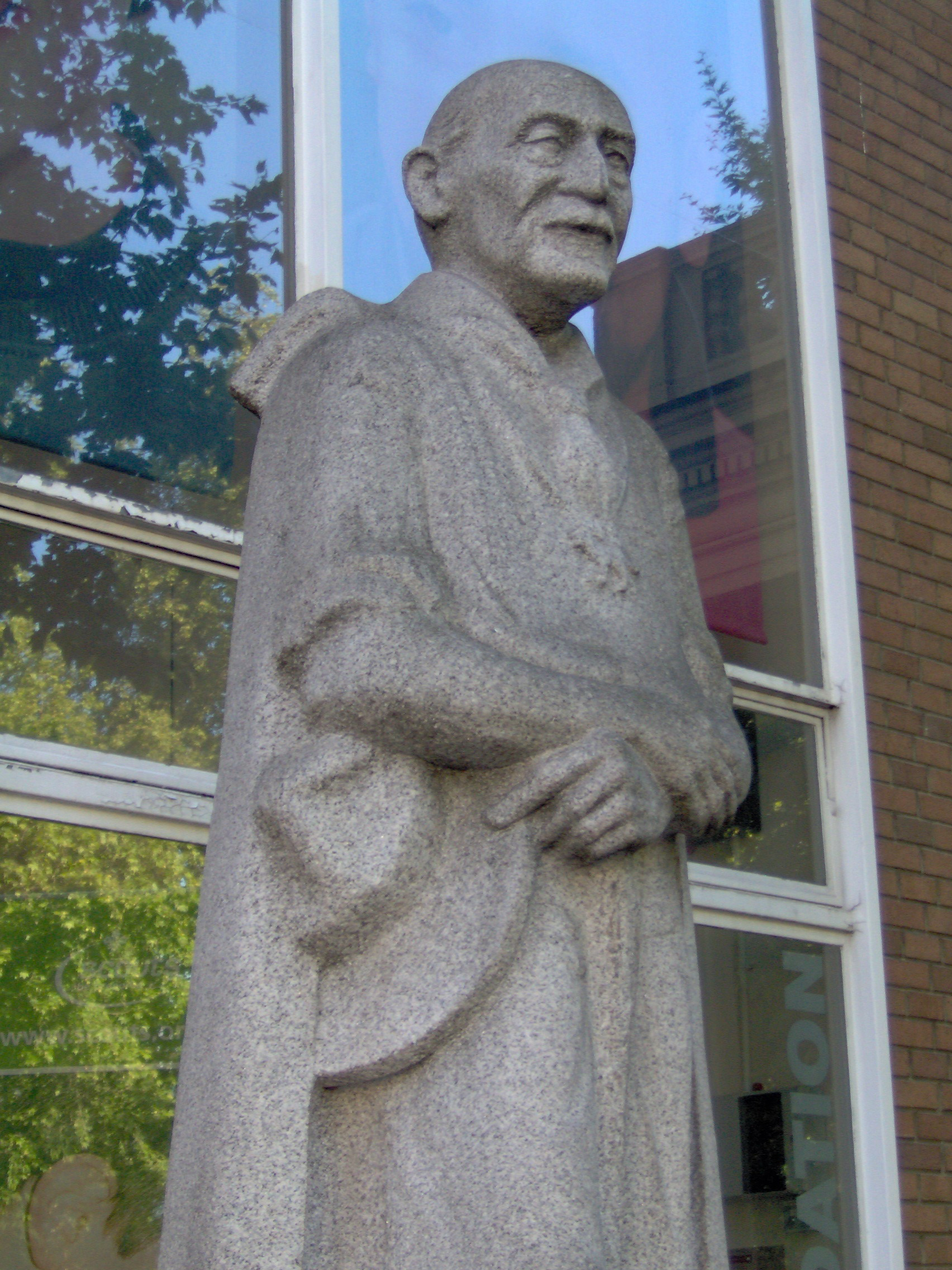
ボーイスカウト設立者ロバート・ベーデン＝パウエル(1857-1941)

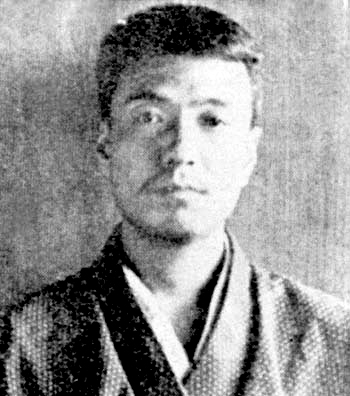
「ホトトギス」の俳人高浜虚子(1874-1959)

- 1161年 - インノケンティウス3世、第176代ローマ教皇（+ 1216年)
- 1403年 - シャルル7世、フランス王（+ 1461年）
- 1440年 - ラディスラウス・ポストゥムス、ハンガリー王、ボヘミア王（+ 1457年）
- 1559年（永禄2年1月15日） - 伊東祐兵、初代飫肥藩主（+ 1600年）
- 1714年（正徳4年1月8日） - 分部光命、第6代大溝藩主（+ 1783年）
- 1732年 - ジョージ・ワシントン、初代アメリカ合衆国大統領（+ 1799年）※グレゴリオ暦換算
- 1744年（寛保4年1月9日） - 松平容頌、第5代会津藩主（+ 1805年）
- 1785年 - ジャン＝シャルル・ペルティエ、物理学者（+ 1845年）
- 1788年 - アルトゥル・ショーペンハウアー、哲学者（+ 1860年）
- 1796年 - アドルフ・ケトレー、数学者、社会学者、統計学者（+ 1874年）
- 1806年 - アントワーヌ・ヴィールツ、画家、彫刻家（+ 1865年）
- 1810年 - フレデリック・ショパン、作曲家（+ 1849年）
- 1811年 - ウィリアム・バーンズ、言語学者（+ 1886年）
- 1817年 - ニルス・ゲーゼ、作曲家、指揮者（+ 1890年）
- 1824年 - ピエール・ジャンサン、天文学者（+ 1907年）
- 1839年（天保10年1月9日） - 松平直侯、第4代川越藩主（+ 1862年）
- 1840年 - アウグスト・ベーベル、ドイツ社会民主党幹部会議長（+ 1913年）
- 1846年 - エラ・アダイェフスカヤ、ピアニスト、作曲家、民族音楽学研究家（+ 1926年）
- 1857年 - ロバート・ベーデン＝パウエル、ボーイスカウト創立者（+ 1941年）
- 1857年 - ハインリヒ・ヘルツ、物理学者（+ 1894年）
- 1859年（安政6年1月20日） - 妻木頼黄、建築家（+ 1916年）
- 1862年 - フルダ・ガルボルグ、作家、舞踏家（+ 1934年）
- 1863年（文久3年1月5日） - 坪井正五郎、自然人類学者（+ 1913年）
- 1864年 - ジュール・ルナール、小説家、劇作家（+ 1910年）
- 1867年（慶応3年1月18日） - 宮武外骨、ジャーナリスト（+ 1955年）
- 1869年（明治2年1月12日） - 岡田三郎助、洋画家（+ 1939年）
- 1873年 - 坂本政五郎、政治家（+ 1942年）
- 1874年 - 高浜虚子、俳人（+ 1959年）
- 1874年 - ビル・クレム、メジャーリーグ審判（+ 1951年）
- 1879年 - ヨハンス・ブレンステッド、化学者（+ 1947年）
- 1881年 - 浜田耕作、考古学者（+ 1938年）
- 1882年 - 蓮沼門三、社会教育家（+ 1980年）
- 1884年 - 三浦環、オペラ歌手（+ 1946年）
- 1887年 - 松本泰、推理作家（+ 1939年）
- 1890年 - 日夏耿之介、詩人、イギリス文学者（+ 1971年）
- 1890年 - ベンノ・モイセイヴィチ、ピアニスト（+ 1963年）
- 1892年 - 佐野学、社会主義運動家（+ 1953年）
- 1892年 - 本告辰二、大陸浪人（+ 1916年）
- 1894年 - 杵屋栄左衛門、三味線奏者（+ 1982年）
- 1900年 - ルイス・ブニュエル、映画監督（+ 1983年）
- 1900年 - ジェームズ・シスネット、バルバドスの長寿の男性（+ 2013年）
- 1902年 - ヘルマ・サボー、フィギュアスケート選手（+ 1986年）
- 1903年 - フランク・ラムゼイ、数学者（+ 1930年）
- 1908年 - ジョン・ミルズ、俳優（+ 2005年）
- 1901年 - オルゴニシュタ・オルガ、フィギュアスケート選手（+ 1978年）
- 1912年 - 伊沢一郎、俳優（+ 1995年）
- 1912年 - 勝田龍夫、銀行家（+ 1991年）
- 1913年 - 中村信一、プロ野球選手（+ 没年不詳）
- 1914年 - レナート・ドゥルベッコ、ウイルス学者（+ 2012年）
- 1918年 - チャーリー・O・フィンリー、メジャーリーグ球団オーナー（+ 1996年）
- 1919年 - 高品格、俳優（+ 1994年）
- 1920年 - 中河美芳、元プロ野球選手（+ 1944年）
- 1921年 - 三宅宅三、元プロ野球選手（+ 2006年）
- 1921年 - 山下元利、政治家（+ 1994年）
- 1921年 - ジュリエッタ・マシーナ、女優（+ 1994年）
- 1921年 - ジャン＝ベデル・ボカサ、中央アフリカ大統領・皇帝（+ 1996年）
- 1925年 - エドワード・ゴーリー、絵本作家（+ 2000年）
- 1927年 - 伊藤京子、ソプラノ歌手（+ 2021年）
- 1927年 - 安田範、政治家（+ 2019年）
- 1929年 - 岩田弘、経済学者、立正大学名誉教授（+ 2012年）
- 1930年 - マーニ・ニクソン、オペラ歌手（+ 2016年）
- 1930年 - エドワード・D・ホック、推理作家（+ 2008年）
- 1932年 - 谷啓、俳優、コメディアン、トロンボーン奏者（+ 2010年）
- 1932年 - 星野行男、政治家、弁護士（+ 2014年）
- 1932年 - エドワード・ケネディ、政治家（+ 2009年）
- 1933年 - ボビー・スミス、サッカー選手（* 2010年)
- 1933年 - アーニー・ケイドー、歌手（+ 2001年）
- 1934年 - 財津一郎、俳優（+ 2023年）
- 1934年 - スパーキー・アンダーソン、プロ野球選手、監督（+ 2010年）
- 1935年 - 大藪春彦、小説家（+ 1996年）
- 1935年 - 京田尚子、声優
- 1935年 - 中田昌宏、元プロ野球選手
- 1936年 - J・マイケル・ビショップ、免疫学者
- 1936年 - 沢田教一、写真家（+ 1970年）
- 1939年 - 吉増剛造、詩人
- 1940年 - ヤン・エルスター、社会学者、政治学者
- 1941年 - 沼田爆、俳優（+ 2024年）
- 1942年 - 中村忠、空手家
- 1942年 - 加納典明、写真家
- 1943年 - 松乃家扇鶴、三味線漫談家（+ 2024年）
- 1943年 - ホルスト・ケーラー、政治家、ドイツ連邦大統領（+ 2025年）
- 1944年 - ジョナサン・デミ、映画監督（+ 2017年）
- 1944年 - ロバート・カーダシアン、弁護士
- 1945年 - 筒井頼子、絵本作家
- 1946年 - 佐藤久美子、フィギュアスケート選手、コーチ
- 1947年 - 吉川惣司、脚本家
- 1948年 - 都はるみ、歌手
- 1949年 - ニキ・ラウダ、レーシングドライバー (+ 2019年)
- 1949年 - オルガ・モロゾワ、テニス選手
- 1949年 - 浅野啓司、元プロ野球選手
- 1950年 - ジュリアス・アービング、バスケットボール選手
- 1950年 - 日高富明、歌手（元ガロ）（+ 1986年）
- 1951年 - 売野雅勇、作詞家
- 1952年 - イッセー尾形、俳優
- 1953年 - 名香智子、漫画家
- 1954年 - うえやまとち、漫画家
- 1955年 - 河内洋、元騎手、調教師
- 1958年 - 遠藤桂一、政治家
- 1959年 - カイル・マクラクラン、俳優
- 1959年 - 松木謙公、政治家
- 1960年 - ホッピー神山、ミュージシャン、キーボーディスト
- 1961年 - 高崎晃、ミュージシャン
- 1962年 - スティーブ・アーウィン、タレント、動物園経営者（+ 2006年）
- 1963年 - ビジェイ・シン、ゴルファー
- 1964年 - 太田達也、法学者
- 1965年 - キーレン・ファロン、騎手
- 1965年 - 南海龍太郎、元大相撲力士、プロレスラー
- 1965年 - 濱田のり子、女優、歌手（元セイントフォー）
- 1966年 - 椎名桜子、小説家、写真家
- 1967年 - 柴田祐規子、アナウンサー
- 1967年 - 飯塚昌明、作曲家、ギタリスト
- 1968年 - 佐々木主浩、元プロ野球選手
- 1968年 - 染谷俊、シンガーソングライター、ミュージシャン
- 1968年 - オルマリ・ロメロ、元野球選手
- 1969年 - 古泉智浩、漫画家
- 1969年 - 鈴木早智子、女優（元Wink）
- 1969年 - 渡瀬マキ、ミュージシャン（リンドバーグ）
- 1969年 - 菊地哲、ミュージシャン（元横須賀サーベルタイガー・CRAZE等）
- 1969年 - ブライアン・ラウドルップ、元サッカー選手
- 1971年 - 石井恵三、実業家
- 1971年 - 小桜エツコ、声優
- 1971年 - ラファエル・ガルシア、プロレスラー
- 1972年 - 石津彩、声優
- 1972年 - 菊池健一郎、俳優
- 1972年 - 大暮維人、漫画家
- 1972年 - マイケル・チャン、元テニス選手
- 1973年 - 小野寺麻理子、元声優
- 1973年 - 細美武士、ミュージシャン
- 1973年 - モリナオヤ、ミュージシャン、イラストレーター
- 1974年 - ジェームス・ブラント、ミュージシャン
- 1974年 - 陣内智則、お笑いタレント
- 1974年 - 長塚京子、テニス選手
- 1974年 - 久野和禎、実業家
- 1974年 - バンズラグチ・バヤルサイハン、実業家、外交官
- 1975年 - ドリュー・バリモア、女優
- 1975年 - 武壮隆志、写真家
- 1975年 - 西山哲平、サッカー選手
- 1975年 - エンジェリック乱世、ものまねタレント
- 1976年 - 堂島孝平、シンガーソングライター
- 1977年 - 永田良輔、俳優
- 1977年 - 宮川美保、声優
- 1977年 - 永谷裕香、アナウンサー
- 1977年 - 神原陽一、物理学者
- 1977年 - yuri、ミュージシャン（m.o.v.e）
- 1977年 - アレクサンデル・マジェタ、野球選手
- 1977年 - J・J・プッツ、元プロ野球選手
- 1978年 - マーチン・バルガス、元プロ野球選手
- 1979年 - 高田保則、サッカー選手
- 1979年 - 小林智仁、政治家
- 1980年 - 克哉、ミュージシャン（UVERworld）
- 1980年 - 野口英盛、元陸上選手
- 1980年 - エミン・ユルマズ、証券アナリスト
- 1980年 - 菊地優志、お笑いタレント (ワンワンニャンニャン)
- 1981年 - 井口祐一、声優
- 1981年 - 高橋千代美、元女優、声優
- 1982年 - 狩野英孝、お笑いタレント
- 1982年 - 川野直輝、俳優、ミュージシャン、ドラマー
- 1982年 - 本橋隼人、チューバ奏者
- 1982年 - 中山慎也、元プロ野球選手
- 1982年 - スザンナ・ポイキオ、フィギュアスケート選手
- 1982年 - ケリー・ジョンソン、元プロ野球選手
- 1983年 - ブライアン・ダンシング、プロ野球選手
- 1983年 - ケイシー・コッチマン、プロ野球選手
- 1984年 - 柴田あゆみ、歌手（元メロン記念日）
- 1984年 - 佐藤祐基、俳優
- 1984年 - 庄司ゆうこ、実業家、タレント
- 1984年 - ブラニスラヴ・イヴァノヴィッチ、サッカー選手
- 1984年 - 亜太、ベーシスト
- 1985年 - 髙坂篤志、声優
- 1985年 - 萩山竜馬、アメリカンフットボール選手
- 1986年 - 青山敏弘、サッカー選手
- 1987年 - 松本菜緒、ミュージカル俳優
- 1987年 - カルロス・ペゲーロ、プロ野球選手
- 1987年 - セルヒオ・ロメロ、サッカー選手
- 1987年 - ハン・ヒョジュ、女優
- 1988年 - 川崎龍一、元俳優
- 1988年 - 喜山康平、サッカー選手
- 1988年 - 後藤香南子、元アイドル
- 1988年 - コルビー・コヴィントン、総合格闘家
- 1988年 - 五ヶ谷宏司、元陸上選手
- 1989年 - クリス・バシット、プロ野球選手
- 1989年 - 江宏傑、卓球選手
- 1990年 - 中田祥多、元プロ野球選手
- 1990年 - 水沼宏太、サッカー選手
- 1990年 - 岸本セシル、モデル
- 1990年 - マリウス・アレクセ、元サッカー選手
- 1990年 - ディオゴ・ヴィアナ、サッカー選手
- 1990年 - タラス・ブルラク、サッカー選手
- 1990年 - ペイジ・ローレンス、フィギュアスケート選手
- 1991年 - 古性優作、マウンテンバイクレース選手
- 1991年 - 渡辺未優、タレント
- 1991年 - ロビン・シェーンベリ、歌手
- 1992年 - 福満隆貴、サッカー選手
- 1993年 - 李昱鴻、元プロ野球選手
- 1993年 - 岡野真也、女優
- 1993年 - 越川友貴、モデル
- 1994年 - 高野麻里佳、声優
- 1994年 - Den、お笑いタレント（リンダカラー∞）
- 1994年 - ナム・ジュヒョク、俳優
- 1994年 - 山内優花、女優
- 1995年 - 藍銅ツバメ、小説家
- 1996年 - 谷中田トキオ、元子役
- 1996年 - 原風佳、タレント、モデル
- 1997年 - 藤津摩衣、元子役
- 1997年 - 西宮このみ、元AV女優
- 1998年 - 雲母、女優
- 2000年 - 三波春香、声優
- 2000年 - 筒井莉子、元アイドル（元HKT48）
- 2001年 - 横山玲奈、歌手（モーニング娘。）
- 2001年 - 野田琴乃、タレント
- 2002年 - 岡林勇希、プロ野球選手
- 2002年 - 生田目竜也、大相撲力士
- 2004年 - 石山咲良、歌手（Juice=Juice）
- 2004年 - 野口絵子、登山家、環境運動家
- 2004年 - 粟飯原龍之介、プロ野球選手
- 2005年 - 髙橋舞、アイドル（≒JOY）
- 2016年 - 斉藤柚奈、子役
- 生年不詳 - 小林眞紀、声優
- 生年不詳 - 関山美沙紀[14]、声優
- 生年不詳 - 永田昌康[15]、声優
- 生年不詳 - 三井好美、声優
- 生年不詳 - 村瀬克輝、声優
- 生年不詳 - 立川恵、漫画家
- 生年不詳 - 橋本花鳥、漫画家

### 人物以外
- 生年不詳 - ぐんまちゃん[16]、群馬県マスコットキャラクター

## 忌日

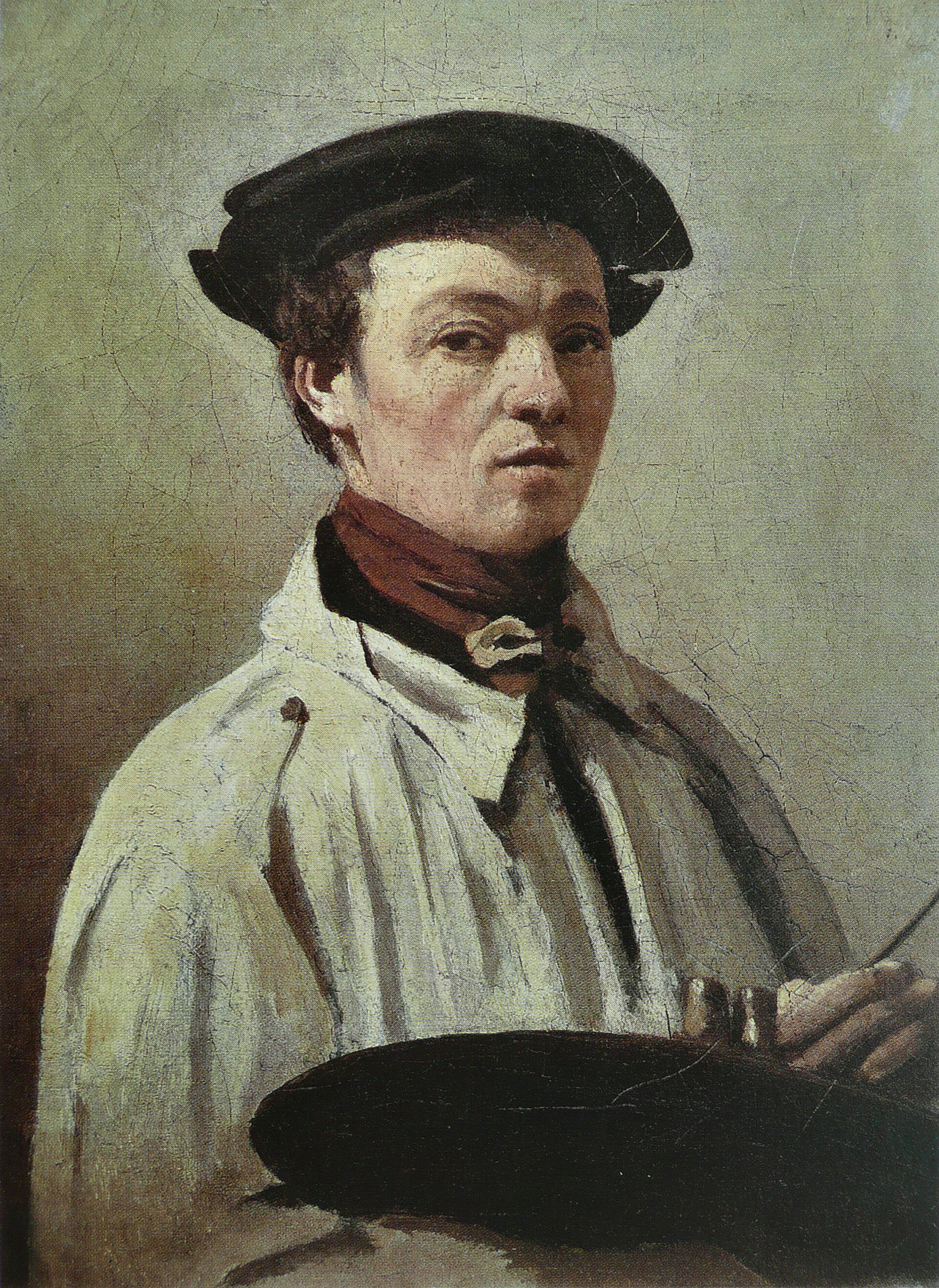
画家ジャン＝バティスト・カミーユ・コロー(1796-1875)没

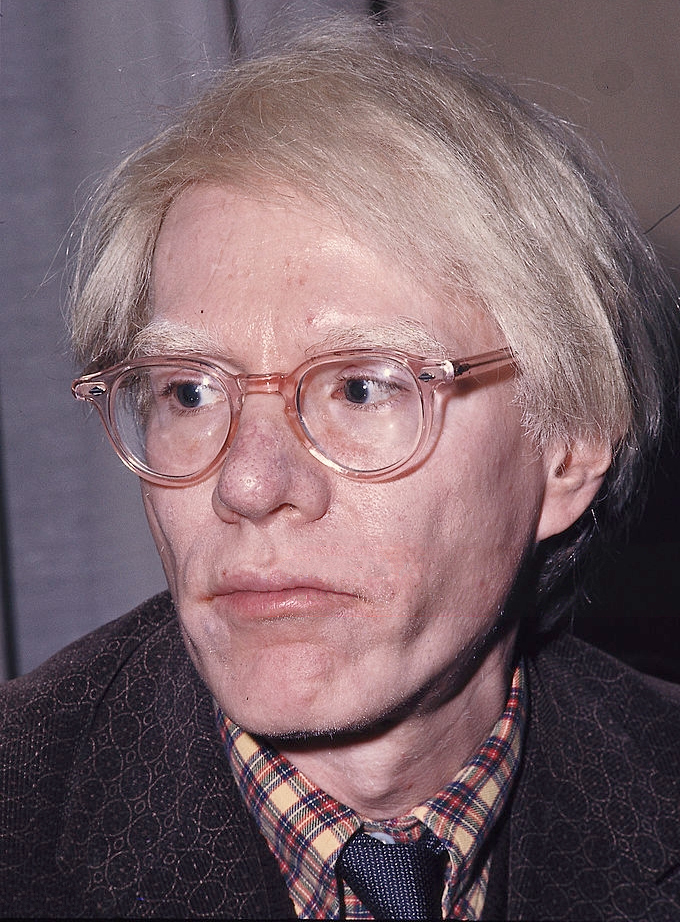
芸術家、ポップアートの旗手アンディ・ウォーホル(1928-1987)没。銀髪のカツラがトレードマークで、ロックバンドのプロデュースや映画制作なども手掛けた。

- 606年 - サビニアヌス、第64代ローマ教皇
- 1371年 - デイヴィッド2世、スコットランド王（* 1324年）
- 1512年 - アメリゴ・ヴェスプッチ、航海者（* 1454年）
- 1543年（天文12年1月19日） - 禰々、信濃国諏訪領主諏訪頼重の正室（* 1528年）
- 1634年（寛永11年1月25日） - 稲葉正勝、江戸幕府老中、小田原藩主（* 1597年）
- 1636年 - サントーリオ・サントーリオ、医師、生理学者（* 1561年）
- 1680年（延宝8年1月22日） - 太田資宗、元浜松藩主（* 1600年）
- 1687年 - フランチェスコ・ラナ・デ・テルツィ、カトリック司祭、発明家（* 1631年）
- 1704年 - ステフェン・ブランカールト、医師、博物学者、昆虫学者（* 1650年）
- 1760年 - アンナ・マクダレーナ・バッハ、声楽家、作曲家（* 1701年）
- 1731年 - フレデリクス・ルイシ、植物学者、解剖学者（* 1638年）
- 1780年 - フランチェスコ3世・デステ、モデナ・レッジョ公（* 1698年）
- 1784年（天明4年閏1月2日） - 津軽信寧、第7代弘前藩主（* 1739年）
- 1794年 - カスパー・ヴォルフ、生理学者（* 1733年）
- 1797年 - ミュンヒハウゼン男爵、ドイツの貴族（* 1720年）
- 1806年 - ジェームズ・バリー、画家（* 1741年）
- 1810年 - チャールズ・ブロックデン・ブラウン、小説家、歴史家、雑誌編集者（* 1771年）
- 1815年 - スミソン・テナント、化学者（* 1761年）
- 1827年 - チャールズ・ウィルソン・ピール、画家、軍人、博物学者（* 1741年）
- 1832年 - アセンシオ・フリア、画家（* 1760年）
- 1875年 - ジャン＝バティスト・カミーユ・コロー、画家（* 1796年）
- 1875年 - チャールズ・ライエル、地質学者（* 1797年）
- 1878年 - フランツ・ヒュンテン、作曲家（* 1792年）
- 1885年 - ホーレス・ケプロン、元開拓使御雇教師頭取兼開拓顧問（* 1804年）
- 1888年 - ジャン・アラール、ヴァイオリニスト（* 1815年）
- 1890年 - カール・ハインリッヒ・ブロッホ、画家（* 1834年）
- 1898年 - 興宣大院君、李氏朝鮮の摂政（* 1820年）
- 1903年 - フーゴー・ヴォルフ、作曲家（* 1860年）
- 1904年 - レズリー・スティーヴン、文学史家、思想史家（* 1832年）
- 1913年 - フェルディナン・ド・ソシュール、言語学者（* 1857年）
- 1913年 - フランシスコ・マデロ、政治家、第38代メキシコ大統領（* 1873年）
- 1923年 - テオフィル・デルカッセ、元フランス外相（* 1852年）
- 1923年 - ダムディン・スフバートル、モンゴルの革命家（* 1894年）
- 1925年 - 田中稲城、図書館学者、帝国図書館初代館長（* 1856年）
- 1926年 - ベルタ・ヴェークマン、画家（* 1847年）
- 1938年 - ミゲル・リョベート、ギタリスト、作曲家（* 1878年）
- 1942年 - シュテファン・ツヴァイク、小説家、評論家（* 1881年）
- 1943年 - ハンス・ショル、白バラ抵抗運動のメンバー（* 1918年）
- 1943年 - ゾフィー・ショル、白バラ抵抗運動のメンバー（* 1921年）
- 1946年 - 内藤守三、政治家（* 1857年）
- 1951年 - 實川延若 (2代目)、歌舞伎役者（* 1877年）
- 1965年 - フェリックス・フランクファーター、法学者（* 1882年）
- 1967年 - 柳原白蓮、歌人（* 1885年）
- 1970年 - ドラ・ブースビー、テニス選手（* 1881年）
- 1972年 - 船床定男、演出家、映画監督（* 1932年）
- 1973年 - カティーナ・パクシヌー、女優（* 1900年）
- 1975年 - ライオネル・ターティス、ヴィオリスト（* 1876年）
- 1975年 - 渋沢元治、電気工学者、工学博士（* 1876年）
- 1976年 - マイケル・ポランニー、物理化学者、社会科学者、科学哲学者（* 1891年）
- 1976年 - 薩摩治郎八（バロン薩摩）、実業家（* 1901年）
- 1977年 - 宇野弘蔵、マルクス経済学者（* 1897年）
- 1977年 - 大井次三郎、植物分類学者（* 1905年）
- 1978年 - 川崎秀二、政治家（* 1911年）
- 1980年 - オスカー・ココシュカ、画家（* 1886年）
- 1980年 - 石川準十郎、国家社会主義思想家（* 1899年）
- 1981年 - ガイ・バトラー、陸上競技選手（* 1899年）
- 1983年 - エイドリアン・ボールト、指揮者（* 1889年）
- 1983年 - ロマン・マース、ロードレーサー（* 1912年）
- 1984年 - 門前眞佐人、元プロ野球選手、監督（* 1917年）
- 1985年 - エフレム・ジンバリスト、ヴァイオリニスト（* 1889年）
- 1985年 - 藤山愛一郎、元外務大臣、経済企画庁長官（* 1897年）
- 1985年 - 米山正夫、作曲家、作詞家（* 1912年）
- 1986年 - 酒井恒、動物学者（* 1903年）
- 1987年 - アンディー・ウォーホル、芸術家、画家（* 1928年）
- 1989年 - 那須良輔、漫画家（* 1913年）
- 1992年 - 三木淳、写真家（* 1919年）
- 1996年 - 黒沢三郎、銀行家、元八十二銀行頭取（* 1905年）
- 1998年 - 荘司雅子、教育学者（* 1909年）
- 2000年 - 宮崎辰雄、元神戸市長（* 1911年）
- 2002年 - ジョナス・サヴィンビ、アンゴラ全面独立民族同盟 (UNITA) の指導者（* 1934年）
- 2003年 - 隅谷三喜男、経済学者（* 1916年）
- 2004年 - 東出剛、競輪選手（* 1964年）
- 2005年 - シモーヌ・シモン、女優（* 1910年）
- 2005年 - 羽生未来、タレント（* 1974年）
- 2005年 - イ・ウンジュ、女優（* 1980年）
- 2005年 - ズジスワフ・ベクシンスキー、画家（* 1929年）
- 2007年 - ロータル＝ギュンター・ブーフハイム、小説家（* 1918年）
- 2007年 - フォンス・ラデメーカーズ、映画監督（* 1920年）
- 2007年 - イアン・ウォレス、ドラマー（* 1946年）
- 2008年 - 豊永常代、長寿日本一であった女性（* 1894年）
- 2008年 - 神田厚、元防衛庁長官（* 1941年）
- 2008年 - 山崎猛、俳優（* 1944年）
- 2009年 - ハワード・ジーフ、映画監督（* 1927年）
- 2009年 - 黒沢吉蔵、日本画家（* 1928年）
- 2010年 - 橋本博治、実業家、工学博士（* 1930年）
- 2011年 - はまみつを、児童文学作家（* 1933年）
- 2012年 - 八木敏雄、アメリカ文学者、成城大学名誉教授（* 1930年）
- 2012年 - 北公次、歌手（フォーリーブス）（* 1949年）
- 2012年 - メリー・コルヴィン、ジャーナリスト（* 1956年）
- 2013年 - ヴォルフガング・サヴァリッシュ、指揮者（* 1923年）
- 2013年 - 光本幸子、女優（* 1943年）
- 2014年 - 三枝三郎、政治家（* 1913年）
- 2015年 - 郡順史、作家（* 1922年）
- 2015年 - 松橋慶季、プロ野球選手、プロ野球審判員（* 1934年）
- 2015年 - 三島大輔、作曲家（* 1941年）
- 2016年 - ダグラス・スローカム、撮影監督（* 1913年）
- 2016年 - 2代目秋田Bスケ、漫才師（* 1926年）
- 2016年 - 西中清、政治家（* 1932年）
- 2016年 - 村田和人、シンガーソングライター、作曲家（* 1954年）
- 2017年 - 関根茂、将棋棋士（* 1929年）
- 2017年 - 関根祥雪、能楽師（* 1930年）
- 2017年 - エニ・ファレオマバエガ、政治家（* 1943年）
- 2018年 - リチャード・E・テイラー、物理学者、ノーベル物理学賞受賞者（* 1929年）
- 2018年 - 礒山雅、音楽学者（* 1946年）
- 2018年 - 桐嶋直志、ミュージシャン（* 生年不詳）
- 2019年 - 二代目笑福亭松之助、落語家（* 1925年）
- 2019年 - モーガン・ウッドワード、俳優（* 1925年）
- 2019年 - 加納実紀代、女性史研究家（* 1940年）
- 2020年 - 岸野一彦、声優（* 1934年）
- 2020年 - 高橋紀世子、政治家（* 1942年）
- 2021年 - 肥田晧三、書誌学者、日本文学者（* 1930年）
- 2021年 - 会田照夫、元プロ野球選手（* 1947年）
- 2023年 - 塚田佐、政治家、元長野市長（* 1936年）
- 2023年 - 井上信幸、政治家、元大分県別府市長（* 1937年）
- 2023年 - 笑福亭笑瓶、落語家、お笑いタレント（* 1956年）
- 2024年 - イーディス・セッカレッリ、スーパーセンテナリアン（* 1908年）
- 2024年 - 松尾羊一、放送評論家（* 1930年）
- 2024年 - 北原保雄、言語学者、元筑波大学学長、元新潟産業大学学長、筑波大学名誉教授（* 1936年）
- 2024年 - 鳥越忠行、政治家、元北海道苫小牧市長（* 1939年）
- 2024年 - 高原永伍、元競輪選手（* 1940年）
- 2024年 - 藤本健作、プロ野球選手（* 1940年）
- 2024年 - 大石弥太郎、元プロ野球選手（* 1943年）
- 2024年 - 石井直樹、実業家、政治家、元静岡県下田市長（* 1944年）
- 2024年 - アルトゥール・ジョルジェ、元プロサッカー選手、指導者（* 1946年）

## 記念日・年中行事

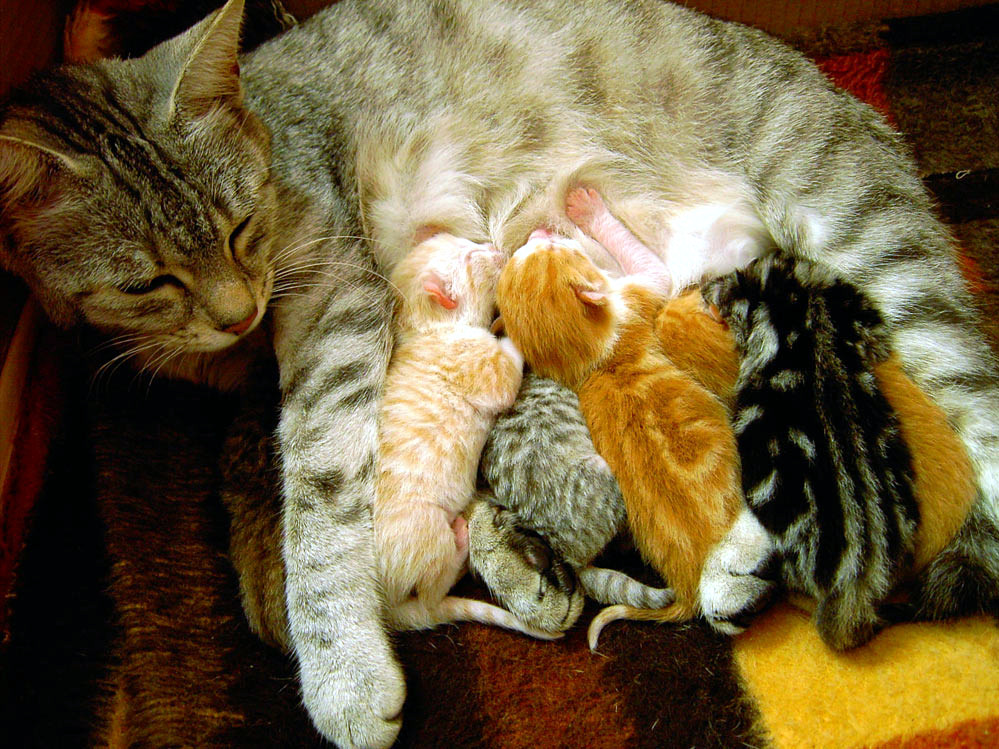
猫の日

- スカウティングの創始者ロバート・ベーデン＝パウエルとその妻オレブの誕生日に関連する記念日
ワールド・シンキング・デイ（英語版）（ 世界）、ガールガイド・ガールスカウト世界連盟が制定し、1926年から実施された。
世界友情の日（英語版）（ 世界）、ボーイスカウト世界会議で制定され、1965年から実施された[17][18][19][20]。
- エジプトのアブ・シンベル神殿の至聖所に朝日が届く日（ エジプト）
およそ3000年前、ラムセス２世が建造した神殿の「至聖所」に朝日が差し込。至聖所は、神殿の入口からおよそ60メートル入った場所にあり、２月22日と10月22日の年2回しか起きない。なぜこの日になったかは意見が分かれており、ラムセス２世の誕生日と、即位の日という説と、収穫の日と、種まきや耕作の日だとする説がある[21]。
- 2枚目の名刺の日（ 日本）
社会人が本業以外に社会活動を行う2枚目の名刺を持つことを記念する日。象徴的な2の重なるこの日を特定非営利活動法人二枚目の名刺が記念日とした。
- ヘッドホンの日（ 日本）
ヘッドホンナビが制定。ヘッドホンは2チャンネルの出力で音楽を楽しめることから、2の重なるこの日を記念日とした。また、「２」にはＰ2Ｍ（peer to music）で、みんなと音楽の架け橋にとの思いも込められている。
- ナマズの日 （ 日本）
カワスイ 川崎水族館が、ナマズが英語で「キャットフィッシュ」呼ばれていることにちなみ2022年に制定[22]。なお、この日とは別に、「全国なまずサミット」が7月2日を「なまずの日」と定めている。
- EXILE THE SECOND DAY（ 日本）
ユニット名に「SECOND」が「2」が3つ並ぶ2月22日を記念日に選んだのだという。日本記念日協会が2017年2月22日に認定[23][24]。
- 忍者の日（ 日本）
滋賀県甲賀市が2015年に制定。隣の三重県伊賀市と併せて忍者の里として知られることから、数字の「2」と忍者の「にん」をかけ、日本の各地5か所でイベントが開催される[25]。
- おでんの日（ 日本）
おでんを新潟の名物にしようと活動する「越乃おでん会」が、2007年に制定。 日付は、熱々のおでんを「ふー（2）ふー（2）ふー（2）」と息を吹きかけて食べる様子の語呂合わせから。
- 竹島の日（ 日本）
2005年3月16日に島根県議会が制定。1905年1月28日に竹島の島根県への編入を閣議決定し、同年2月22日に島根県知事が所属所管を明らかにする告示を行ったことに由来（明治38年島根県告示第40号）[20]。
- 食器洗い乾燥機の日（ 日本）
社団法人日本電機工業会が1998年に制定。食器洗い乾燥機により食後のゆとりができ、夫婦だんらんの時間ができるとして、「夫婦(22)にっ(2)こり」の語呂合せでこの日を記念日とした。
- 猫の日（ 日本）
「猫の日制定委員会」が1987年に制定し、ペットフード工業会が主催。2月22日の「222」が猫の鳴き声「ニャン・ニャン・ニャン」と読めることから[17][18][19][20][26]。
- ディズニーマリーの日（ 日本）
1970年12月11日に公開されたディズニーアニメ「おしゃれキャット」に登場する子ネコのマリー。人気キャラクターのマリーの魅力をさらに多くの人に知ってもらおうと、ウォルト・ディズニー・ジャパン株式会社が制定。日付はこの日が「猫の日」として知られていることから[27]。
- 猫背改善の日（ 日本）
猫背改善専門スタジオ きゃっとばっくが制定。日付は、数字の「2」が猫背の人を横から見た状態と似ており、2月22日が1年で最も2が多く並ぶ日ということと、季節的にも寒く、首をすくめて猫背になりやすいことから。
- 乃木坂46の日（ 日本）
乃木坂46のデビューシングル「ぐるぐるカーテン」の発売日である2012年2月22日を由来とする[28]。所属事務所である乃木坂46合同会社が制定[29]。
- 駅すぱあとの日（ 日本）
日本初の交通機関の最適な経路及び運賃情報を案内する検索ソフト「駅すぱあと」。これを開発・販売するソフトウェア会社である株式会社ヴァル研究所が制定。「駅すぱあと」が初めて発売された1988年2月22日からこの日を記念日とした。
- 行政書士記念日（ 日本）
1951年のこの日に行政書士法が施行されたことを記念して日本行政書士会連合会が制定[30]。
- 温泉マークの日（ 日本）
江戸時代の磯部の古文書に温泉マークが記されており「日本最古の温泉記号の地」であることを知ってもらうために、群馬県安中市の磯部温泉組合が制定。日付は、温泉マークの湯気が逆から見ると数字の2が3つ並んでいるように見えることと、温泉地らしい「風情」、「風景」、「風味」の頭文字である「ふ＝２」を３つ並べたことから。
- 太子会（ 日本）
『上宮聖徳法王帝説』によると、推古天皇30年旧暦2月22日（622年4月8日）に聖徳太子が斑鳩宮で薨去された（亡くなられた）。聖徳太子は、大阪府南河内郡太子町の叡福寺にある「叡福寺北古墳」に埋葬され[31]、この日は各地で法会が行われる[32]。